# ロドリゴ・モラ
ロドリゴ・モラ・デ・カルバーリョ（Rodrigo Mora de Carvalho, 2007年5月5日 - ）は、ポルトガルのノルテ地方ポルト出身のプロサッカー選手。プリメイラ・リーガのFCポルト所属。ポジションはミッドフィールダー。

## 経歴
2016年よりFCポルトのユースアカデミーに加入。
2023年1月15日、リザーブチームのFCポルトBでプロデビュー。15歳と8ヶ月10日でのプロデビューは、リーガ・ポルトガル2史上最年少であった 。6月2日にポルトと初のプロ契約を結んだ。11月11日、FCペナフィエルB戦でプロ初得点を記録した。

## 代表歴
2021年から世代別のポルトガル代表に選出されている。